# 公民聯合行動
公民聯合行動，香港政治團體，於2014年11月12日成立，成員主要由十多個本地公民組織及傘後組織，透過媒體和街站宣傳，向市民解釋「雷動計劃」，6月份開始推廣「雷動計劃」，集中力量推行由選民主導的策略投票。

## 簡介
公民聯合行動成立的主要目的是於向市民解釋「雷動計劃」，提出「達半議席」的口號。

## 外部連結
- 公民聯合行動 （页面存档备份，存于）